# Bradyrhizobium paxllaeri
Bradyrhizobium paxllaeri (лат.) — азотфиксирующая бактерия рода Bradyrhizobium, выделенная из клубеньков на корнях фасоли луновидной в Перу, не способная усваивать  сахарозу D-маннозу и цитрат натрия. Проявляет чувствительность к тетрациклину, канамицину и стрептомицину и резистантна к эритромицину, линкомицину и цефиксиму и сульфату гентамицина. Время генерации на дрожжевом манитовом агаре при 28 °С составляет 11—12 ч. Типовые штаммы: CCBAU 23086, HAMBI 3052, LMG 25572.